# Parazoanthus puertoricense
Parazoanthus puertoricense is een Zoanthideasoort uit de familie van de Parazoanthidae. De wetenschappelijke naam van de soort is voor het eerst geldig gepubliceerd in 1979 door West.